# Branko Fučić
Branko Fučić (Bogovići, 8. rujna 1920. – Rijeka, 31. siječnja 1999.) bio je hrvatski povjesničar umjetnosti i kulture, znanstvenik, esejist, paleograf, arheolog, putopisac, promicatelj glagoljaške baštine i srednjovjekovnog zidnog slikarstva Istre.

## Životopis
Rođen je 8. rujna 1920. godine u Bogovićima, u obitelji Šime i Marijane rođ. Povitzer.
S obitelji 1922. napušta otok Krk te odlaze u Generalski Stol, a zatim 1927. u Zagreb. U Zagrebu je pohađao osnovnu školu, a zatim i u Četvrtu gornjogradsku gimnaziju. Nakon gimnazije upisuje Umjetničku akademiju, smjer slikarstvo, ali ju napušta. Zatim upisuje Filozofski fakultet na kojem 10. ožujka 1944. godine stječe diplomu iz grupe predmeta Povijest umjetnosti i kulture i talijanskog jezika.
Godine 1945. započinje raditi u Konzervatorskom zavodu u Zagrebu, a zatim postaje zaposlenik Jugoslavenske akademije znanosti i umjetnosti. Doktorirao je 1965. godine na Filozofskom fakultetu u Ljubljani temom „Srednjovjekovno zidno slikarstvo u Istri”.
Od 1991. bio je redoviti član „Hrvatske akademije znanosti i umjetnosti” u Zagrebu, a od 1989. dopisni član „Slovenske akademije znanosti in umetnosti” u Ljubljani.
Umro je u Rijeci 31. siječnja 1999., a sahranjen je na groblju u Dubašnici uz staru crkvu sv. Apolinara.

## Područje istraživanja i djelovanja
Tijekom dugogodišnjeg plodnog rada Fučić je bio ponajprije terenski istraživač – propješačio je gotovo cijelu Istru, Hrvatsko primorje i Kvarnerske otoke, tragajući uvijek za nečim novim, vodeći se često tek izvjesnim naznakama. Njegov je interes bio usmjeren na srednjovjekovne kulturne spomenike, naročito na zidno slikarstvo i glagoljicu. Otkrio je i obradio srednjovjekovne freske na čak šezdesetak mjesta u Istri te više od polovice registriranih glagoljskih natpisa na prostoru bivše Jugoslavije, prema tome i današnje Hrvatske. Vodio je arheološka iskapanja opatije Sv. Lucije u Jurandvoru kraj Baške na otoku Krku, kada je došao do zaključka da Bašćanska ploča nije spomen-ploča nego zapravo lijevi plutej septuma tj. dio pregradnog zida ispred oltara, sagrađen istodobno s crkvom. Pri tom je zaključio da mora negdje postojati i desni plutej te je za njim tragao do konca života, pišući, samo dvije godine prije smrti: „..još uvijek tragam“. 
Osim Sv. Lucije, vodio je i sudjelovao u arheološkim iskapanjima i konzervacijama drugih objekata, npr. starokršćanskog kompleksa Sv. Marije u Osoru, crkvice Sv. Marka kraj Baške i drugih.
Doprinos Branka Fučića istraživanju glagoljskih natpisa, uz otkrića, očituje se i u obradama, rekonstrukcijama, revizijama, čitanjima ili novim interpretacijama glagoljskih natpisa. Pronašao je srednjovjekovne freske u crkvici sv. Jerolima u Humu iz 12. stoljeća. Našao je i brojne grafite na glagoljici, a među njima i poznati „Humski grafit“. 
Glagoljski grafiti su do istraživačkog rada Branka Fučića bili gotovo potpuno zanemareni u znanstvenim istraživanjima. Tek je Fučić počeo njihovo značajnije obrađivanje. Smatrao je naime, da su grafiti prvorazredni povijesni izvori jer otkrivaju ono što ne otkrivaju veliki dokumenti, a to je tzv. mala povijest, povijest malih ljudi, njihove svakodnevnice. To su mala zrcala u kojima se spontano odrazuje život.

## Počasti
- Vitez komendator reda sv. Grgura Velikog (1983.) [3]

- Počasni doktorat iz teologije KBF-a u Zagrebu (1986.)[3]

- Počasni doktorat Sveučilišta u Zagrebu (1996.)[3]

- Herderova nagrada bečkog sveučilišta godine za „Glagoljske natpise“ i ukupan rad na polju srednjovjekovnog zidnog slikarstva, ikonografije i epigrafike (1985.)[3]

### Članci
- Galović, Tomislav. 2007. Branko Fučić i Dubašnica. Riječki teološki časopis. Riječki teološki časopis. Rijeka. 29 (1): 219–231